# Largue (Haut-Rhin)
Pour les articles homonymes, voir Largue.
La Largue est une rivière française coulant dans le Sundgau (sud de l'Alsace), Haut-Rhin. C'est un affluent de l'Ill en rive gauche, donc un sous-affluent du Rhin par l'Ill.

## Hydronymie
La rivière a donné son nom à plusieurs communes et sites : la station romaine de Larga située entre Friesen et Largitzen, les communes d'Oberlarg et de Mooslargue.

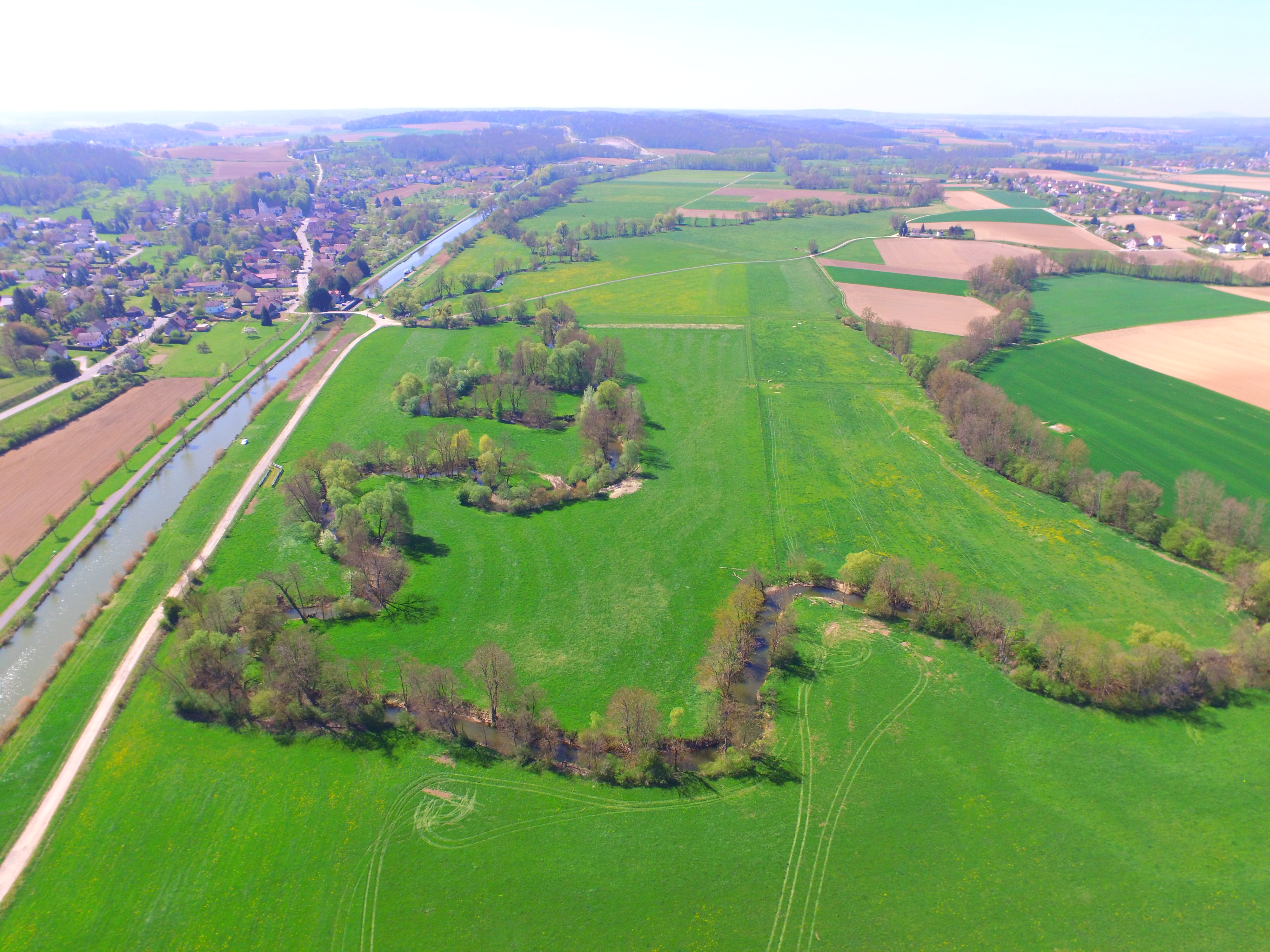
La Largue et ses méandres, dans le fond de vallée prairial. À gauche le canal du Rhône au Rhin.

## Géographie
La longueur de son cours d'eau est de 50,5 km.
La Largue prend sa source à Oberlarg dans le Glaserberg à 500 m d'altitude, près de la frontière suisse, et se jette dans l'Ill à la hauteur d'Illfurth à une altitude de 258 mètres.
La Largue fait la frontière entre la France et la Suisse au lieu-dit du Largin, au kilomètre 0 de la ligne de front de la Première Guerre mondiale.
La Largue traverse les villages de Seppois-le-Haut, Seppois-le-Bas et Dannemarie. Elle suit la vallée qui porte le nom de la rivière. Cette vallée est empruntée par le canal du Rhône au Rhin entre Dannemarie et Illfurth.

## Hydrologie
Le débit de la Largue a été observé pendant une période de 32 ans (1969-2001), à Illfurth, localité du département du Haut-Rhin, située au niveau de sa confluence avec l'Ill. La surface étudiée est de 275 km2, c'est-à-dire 99 % de la totalité de bassin versant de la rivière qui compte 277 km2.
Le module de la rivière à Illfurth est de 2,97 m3/s.
La Largue présente des fluctuations saisonnières de débit assez importantes. Les hautes eaux ont lieu en hiver et portent le débit mensuel moyen à un niveau situé entre 5,19 et 6,32 m3/s, de décembre à février inclus (maximum en février). Dès le mois de mars, le débit mensuel moyen baisse progressivement jusqu'à la période des basses eaux. Celles-ci se déroulent en été, de juillet à septembre, et s'accompagnent d'une baisse du débit moyen mensuel allant jusqu'à 0,687 m3 au mois d'août (687 litres par seconde), ce qui reste cependant assez consistant.
Le VCN3 peut chuter jusqu'à 0,11 m3/s, en cas de période quinquennale sèche, soit 110 litres par seconde.
D'autre part les crues peuvent être assez importantes. Les QIX 2 et QIX 5 valent respectivement 49 et 68 m3/s. Le QIX 10 vaut 81 m3/s, tandis que le QIX 20 se monte à 93 m3. Le QIX 50, quant à lui, est de 110 m3/s.
Le débit instantané maximal enregistré à Illfurth a été de 85 m3/s le 15 février 1990 tandis que la valeur journalière maximale était de 65,9 m3/s le 26 mai 1983. En comparant la première de ces valeurs aux valeurs des différents QIX de la rivière, il apparaît que cette crue était intermédiaire entre les débits définis par les QIX 10 et QIX 20, et donc nullement exceptionnelle, statistiquement destinée à se répéter tous les 15 ans environ.
La lame d'eau écoulée dans le bassin de la Largue est de 342 millimètres annuellement, ce qui est modérément abondant pour la région, supérieur à la moyenne d'ensemble de la France mais inférieur à l'ensemble du bassin versant de l'Ill (398 millimètres à Strasbourg) ainsi que de celui du Rhin (environ 375 mm aux Pays-Bas). Le débit spécifique (ou Qsp) se monte de ce fait à 10,8 litres par seconde et par kilomètre carré de bassin.

## Affluents
Ses principaux affluents sont : 
En rive droite:
- le Grumbach
- le Largitzenbach
- le Halsbach
- le Roesbach

En rive gauche :
- le Dorfbach
- l'Elbaechlein
- le Traubach
- le Soultzbach
- le Spechbach
- le Weihergraben

## Localités traversées ou longées
Oberlarg, Levoncourt, Courtavon, Liebsdorf, Bonfol, Pfetterhouse, Mooslargue, Seppois-le-haut, Seppois-le-Bas, Ueberstrass, Friesen, Hindlingen, Strueth, Mertzen, Saint-Ulrich, Altenach, Manspach, Dannemarie, Retzwiller, Wolfersdorf, Gommersdorf, Buethwiller, Hagenbach, Balschwiller, Eglingen, Saint-Bernard, Spechbach, Heidwiller, Illfurth .